# Anak (film)
Anak is een film uit 2000 van filmregisseur Rory Quintos, geproduceerd door Star Cinema Productions Inc. De film gaat over een Filipijnse Expat, die haar geld verdient in het buitenland.

## Verhaal
Anak vertelt het verhaal van een Filipijnse vrouw, die genoodzaakt is haar familie achter te laten en te gaan werken als expat in het buitenland om zo genoeg geld te verdienen om haar gezin te onderhouden. Ze mag van haar werkgever niet op vakantie. Ook wordt haar post achtergehouden. Hierdoor is ze onwetend over het feit dat haar echtgenoot in de Filipijnen is overleden. Als ze uiteindelijk terugkeert in haar vaderland, wordt ze geconfronteerd met haar boze kinderen, die niet begrijpen dat ze niet teruggekeerd is, toen hun vader overleed. Langzamerhand probeert ze de relatie met haar kinderen en familie te herstellen.

## Rolverdeling
| Acteur             | Personage              |
| ------------------ | ---------------------- |
| Vilma Santos       | Josie                  |
| Claudine Barretto  | Carla                  |
| Joel Torre         | Rudy                   |
| Baron Geisler      | Michael                |
| Sheila Mae Alvero  | Daday (als Sheila Mae) |
| Amy Austria        | Lyn                    |
| Cherry Pie Picache | Mercy                  |
| Leandro Muñoz      | Brian                  |
| Tess Dumpit        | Norma                  |
| Cris Michelena     | Arnel                  |
| Hazel Ann Mendoza  | de jonge Carla         |
| Daniel Morial      | de jonge Michael       |
| Gino Paul Guzman   | Don Don                |
| Jodi Sta. Maria    | Bernadette             |
| Odette Khan        | Mrs. Madrid            |

## Prijzen
De film viel in 2001 een aantal prijzen te beurt. Actrice Vilma Santos won een prijs als beste actrice en werd nog tweemaal genomineerd voor een prijs als beste actrice. Amy Austria won een prijs als beste bijrol en Baron Geisler werd voor een beste bijrol genomineerd. De film werd bovendien genomineerd als beste film van 2001 door de Filipijnse Film Academy (FAP). Schrijver Raymond Lee won de prijs voor het beste script van 2001 bij de FAP.